# TAT-1

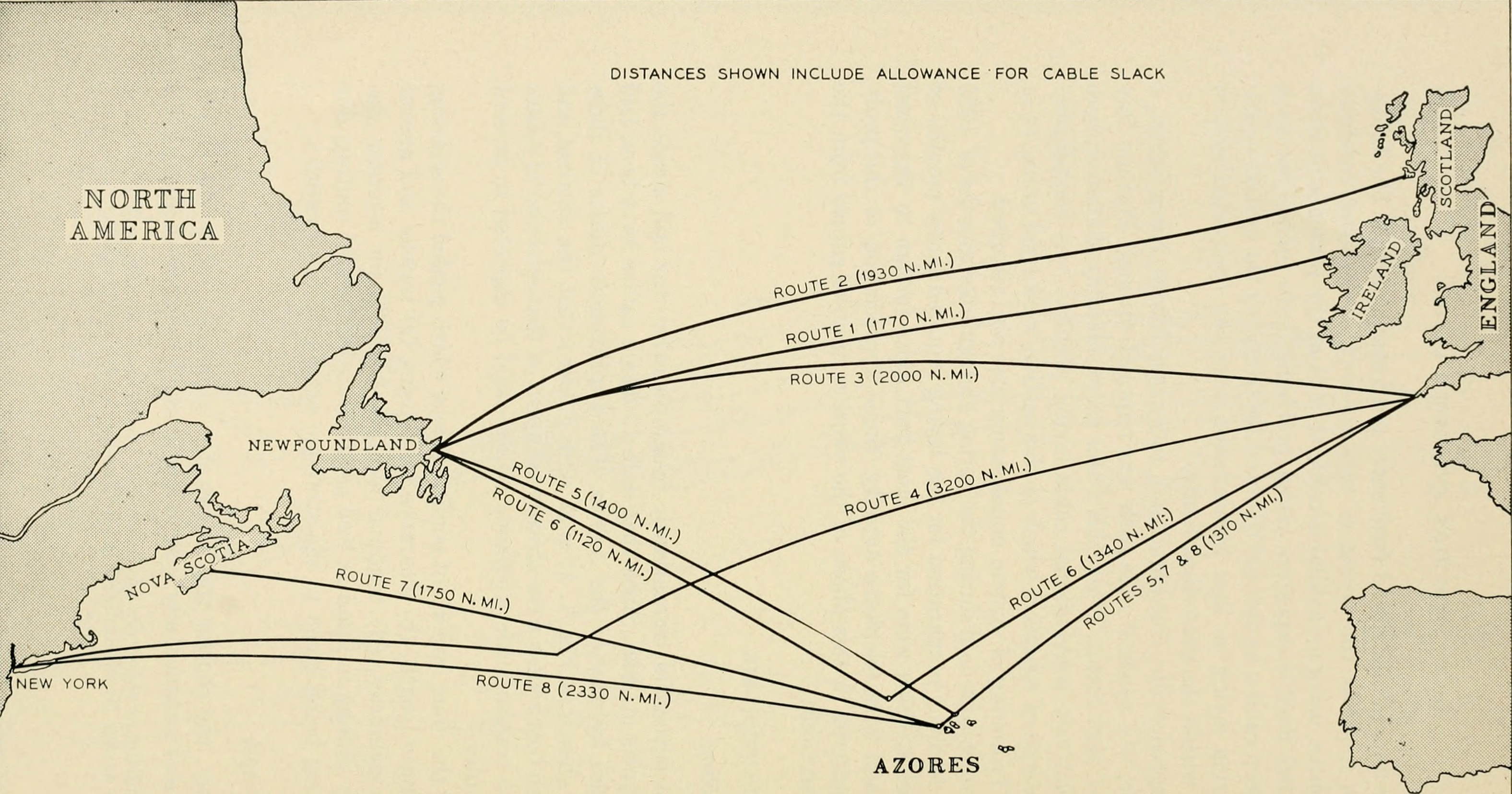
Les différents tracés envisagés pour TAT-1 ; c'est le tracé nord (route 2) qui a été retenu.

TAT-1 (TAT est l'acronyme de Transatlantic Telephone Cable System) est le premier câble sous-marin téléphonique transocéanique. Posé dans l'Océan Atlantique entre Oban en Écosse et Clarenville  dans la province de Terre-Neuve-et-Labrador au Canada, il est mis en service le 25 septembre 1956. Sa capacité initiale était de 35 liaisons téléphoniques simultanées. Il fut en service jusqu'en 1978.

## Historique
La pose du premier câble sous-marin transatlantique a lieu en 1858. Il est utilisé pour les messages télégraphiques. Lorsque le téléphone (inventé en 1876) se généralise, les câbles longue distance restent réservés au télégraphe car les signaux de téléphonie contrairement aux signaux télégraphiques s'affaiblissent rapidement avec la distance. Pour que le signal téléphonique puisse traverser l'océan, il faudrait pouvoir l'amplifier. Mais les amplificateurs utilisent à l'époque des lampes électroniques dont la durée de vie est trop courte pour qu'il soit envisageable de les employer sur des câbles immergés dont la maintenance est difficile. C'est pourquoi les liaisons téléphoniques longue distance se font essentiellement par radio à compter des années 1920. Grâce aux progrès de l'électronique, les premiers répéteurs émergés fiables  apparaissent durant la Seconde Guerre mondiale. D'autres innovations - le remplacement du gutta-percha par le polyéthylène pour l'isolation et l'étanchéité ainsi que le recours à un câble coaxial pour la structure - permettent la pose du premier câble téléphonique sous-marin en 1943 en mer d'Irlande à des profondeurs atteignant quelques centaines de mètres.
Prenant en compte la maturité de cette nouvelle technologie éprouvée sur de courtes distances et anticipant une croissance de la demande, General Post Office au Royaume-Uni, AT&T et Canadian Overseas Telecommunications Corporation (Canada) lancent en décembre 1953 le projet du premier câble téléphonique transocéanique pour un coût de 120 millions £ avec une participation respective de 40 %, 10 % et 50 %. Deux câbles sont posés (un dans chaque direction). Chaque câble comprend trois sections dont une section centrale de 2800 km de long immergée à grande profondeur. Des répéteurs sont installés tous les 69 km. La pose du câble est réalisée en 1955 et 1956 principalement par le navire câblier anglais Monarch et est achevée avec 3 mois d'avance. Il est mis en service le 25 septembre 1956.
TAT-1 a servi pour la première ligne directe Moscou-Washington entre les chefs d'État américain et soviétique, via un téléimprimeur plutôt que via des appels vocaux car les communications écrites étaient considérées comme risquant moins d'être mal interprétées. La liaison est opérationnelle depuis le 13 juillet 1963 et a été principalement motivée par la Crise des missiles de Cuba où il a fallu aux États-Unis, par exemple, près de 12 heures pour recevoir et décoder le premier message d'accord qui contenait environ 3000 mots. Au moment où le message a enfin été décodé et interprété, et alors qu'une réponse avait été préparée, un autre message, plus agressif, avait déjà été reçu.
En mai 1957, TAT-1 a été utilisé pour transmettre un concert du chanteur et militant des droits civiques Paul Robeson qui se produit depuis New York vers St Pancras Town Hall à Londres et vers le pays de Galles. En raison du maccarthysme, le Département d'État Américain lui interdit de quitter le territoire national et lui confisque son passeport entre 1950 et 1958. Il lui était donc impossible d'honorer de nombreuses invitations à se produire à l'étranger. il a déclaré : "Nous devons apprendre durement qu'il existe une autre façon de chanter". La connexion de 15 minutes, qui nécessitait un circuit spécial, coûta 300 £ (environ 6500 £ en 2015).
Après le succès de TAT-1, un certain nombre d'autres câbles TAT ont été posés et TAT-1 a cessé d'être utilisé en 1978.

## Fonctionnement
Le câble dispose initialement d'une capacité de 36 canaux full duplex. En réduisant la bande passante de 4 à 3 kHz celle-ci est portée à 48 canaux. Plus tard, trois canaux supplémentaires ont été ajoutés grâce à un équipement C Carrier. Enfin en juin 1960, la technique d'interpolation analogique TASI (Time-assignment speech interpolation) est utilisée pour doubler la capacité de 37 (sur 51 canaux disponibles) à 72. TAT-1 rencontre un succès immédiat et sonne le glas des télécommunications longue distance par radio et des câbles télégraphiques existants. De nombreux projets de câbles aux capacités croissantes sont développés au cours des années suivantes.